# Repêchage des qualifications pour la Coupe du monde de rugby à XV 2019
Navigation
Repêchage Coupe du monde 2015 Repêchage Coupe du monde 2023
Le repêchage des qualifications pour la Coupe du monde de rugby à XV 2019 oppose en 2018 quatre équipes issues des qualifications régionales. L'une d'entre elles se qualifie pour la phase finale.
Les play-offs oppose deux équipes d'Océanie, une équipe d'Europe et une équipe d'Asie. Le vainqueur est qualifié direct, le perdant participe aux repêchages.

## Play-offs

### Play-off 1
Le vainqueur de ce play-off se qualifie directement pour la phase de poule de la Coupe du monde 2019, alors que le perdant se qualifie pour la phase de repêchage.
| 30 juin 2018 | Samoa | 66 - 15 (35 - 3) | Allemagne | Apia Park, Apia |
| 30 juin 2018 |       |                  |           | Apia Park, Apia |
| 30 juin 2018 |       |                  |           | Apia Park, Apia |

| 14 juillet 2018 | Allemagne | 28 - 42 (15 - 14) | Samoa | Fritz-Grunebaum-Sportpark, Heidelberger |
| 14 juillet 2018 |           |                   |       | Fritz-Grunebaum-Sportpark, Heidelberger |
| 14 juillet 2018 |           |                   |       | Fritz-Grunebaum-Sportpark, Heidelberger |

### Play-off 2
| 30 juin 2018 | Îles Cook       | 3 - 26 (3 - 18) | Hong Kong                    | BCI Stadium, Rarotonga Arbitre : Brendon Pickerill |
| 30 juin 2018 | Pénalité(s) : 1 |                 | Essai(s) : 4 Pénalité(s) : 2 | BCI Stadium, Rarotonga Arbitre : Brendon Pickerill |
| 30 juin 2018 |                 |                 |                              | BCI Stadium, Rarotonga Arbitre : Brendon Pickerill |

| 7 juillet 2018 | Hong Kong                                                      | 51 - 0 (17 - 0) | Îles Cook | Hong Kong Football Club Ground, Hong Kong |
| 7 juillet 2018 | Essai(s) : 6 Transformation(s) : 6 Pénalité(s) : 2 Drop(s) : 1 |                 |           | Hong Kong Football Club Ground, Hong Kong |
| 7 juillet 2018 |                                                                |                 |           | Hong Kong Football Club Ground, Hong Kong |

## Équipes qualifiées
| Confédération  | Position   | Équipe    |
| -------------- | ---------- | --------- |
| Afrique        |            | Kenya     |
| Amériques      | Tour 3C    | Canada    |
| Asie/Océanie   | Play-off 2 | Hong Kong |
| Europe/Océanie | Play-off 1 | Allemagne |

## Matchs

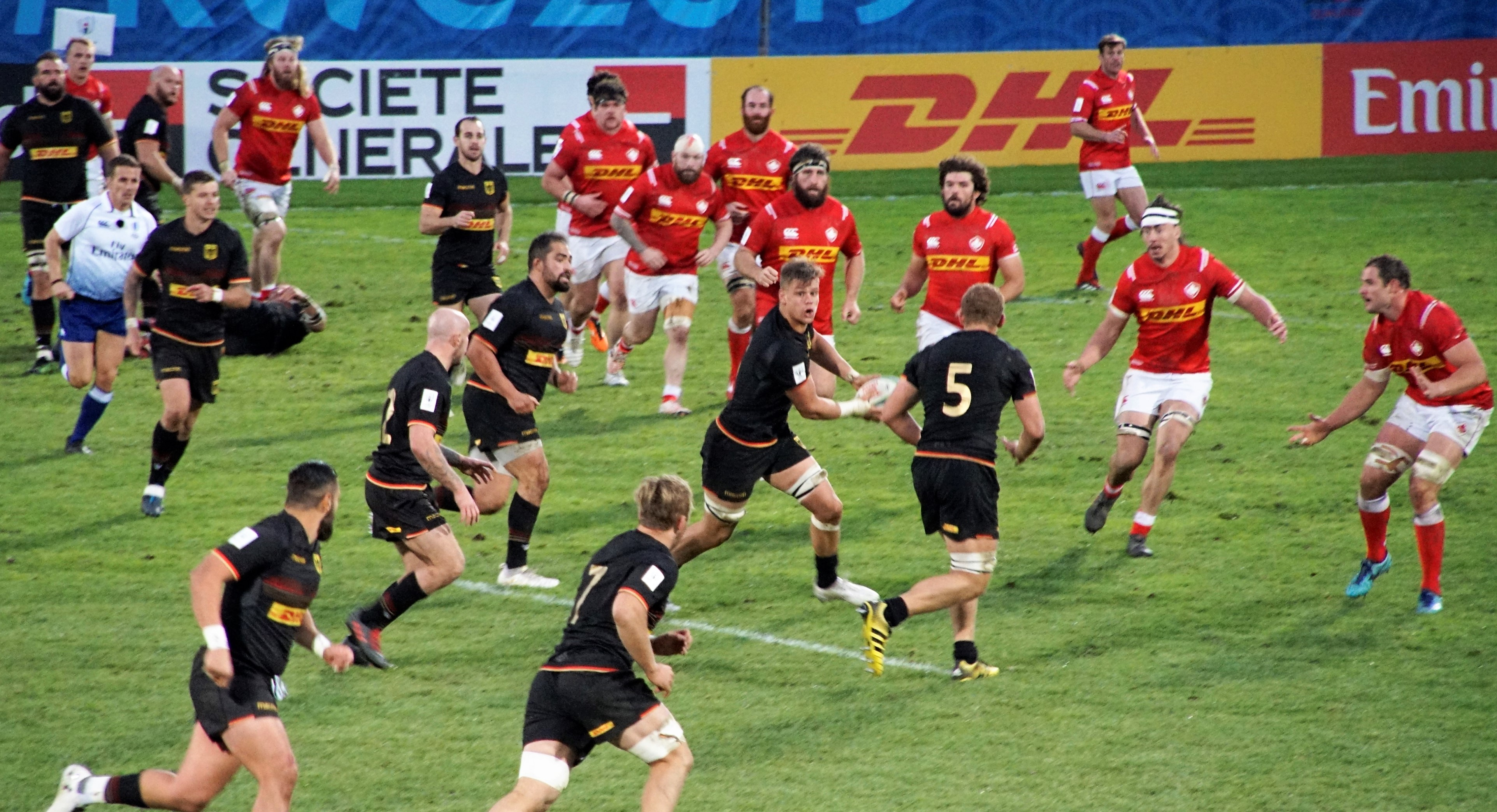
Le Canada décroche la dernière place qualificative lors du tournoi de repêchage, en battant notamment ici l'Allemagne.

Pour la première fois, le repêchage se dispute sous la forme d'un round Robin : toutes les équipes se rencontrent une fois. Les matchs sont disputés en novembre 2018, sur terrain neutre (en l'occurrence, en France).
| 11 novembre 2018 13 h 00 CET | Canada                                              | 65-19 (27-12) | Kenya                              | Stade Pierre-Delort, Marseille |
| 11 novembre 2018 13 h 00 CET | Essai(s) : 10 Transformation(s) : 6 Pénalité(s) : 1 |               | Essai(s) : 3 Transformation(s) : 2 | Stade Pierre-Delort, Marseille |
| 11 novembre 2018 13 h 00 CET |                                                     |               |                                    | Stade Pierre-Delort, Marseille |

| 11 novembre 2018 16 h 00 CET | Hong Kong       | 9-26 (9-9) | Allemagne                                          | Stade Pierre-Delort, Marseille |
| 11 novembre 2018 16 h 00 CET | Pénalité(s) : 3 |            | Essai(s) : 2 Transformation(s) : 2 Pénalité(s) : 4 | Stade Pierre-Delort, Marseille |
| 11 novembre 2018 16 h 00 CET |                 |            |                                                    | Stade Pierre-Delort, Marseille |

| 17 novembre 2018 13 h 00 CET | Hong Kong                          | 42-17 (7-12) | Kenya                              | Stade Pierre-Delort, Marseille |
| 17 novembre 2018 13 h 00 CET | Essai(s) : 6 Transformation(s) : 6 |              | Essai(s) : 3 Transformation(s) : 1 | Stade Pierre-Delort, Marseille |
| 17 novembre 2018 13 h 00 CET |                                    |              |                                    | Stade Pierre-Delort, Marseille |

| 17 novembre 2018 16 h 00 CET | Canada                                             | 29-10 (10-7) | Allemagne                                          | Stade Pierre-Delort, Marseille |
| 17 novembre 2018 16 h 00 CET | Essai(s) : 4 Transformation(s) : 3 Pénalité(s) : 1 |              | Essai(s) : 1 Transformation(s) : 1 Pénalité(s) : 1 | Stade Pierre-Delort, Marseille |
| 17 novembre 2018 16 h 00 CET |                                                    |              |                                                    | Stade Pierre-Delort, Marseille |

| 23 novembre 2018 18 h 00 CET | Kenya           | 6-43 (6-12) | Allemagne                          | Stade Pierre-Delort, Marseille |
| 23 novembre 2018 18 h 00 CET | Pénalité(s) : 2 |             | Essai(s) : 7 Transformation(s) : 5 | Stade Pierre-Delort, Marseille |
| 23 novembre 2018 18 h 00 CET |                 |             |                                    | Stade Pierre-Delort, Marseille |

| 23 novembre 2018 21 h 00 CET | Hong Kong                                          | 10-27 (3-14) | Canada                                             | Stade Pierre-Delort, Marseille |
| 23 novembre 2018 21 h 00 CET | Essai(s) : 1 Transformation(s) : 1 Pénalité(s) : 1 |              | Essai(s) : 3 Transformation(s) : 3 Pénalité(s) : 2 | Stade Pierre-Delort, Marseille |
| 23 novembre 2018 21 h 00 CET |                                                    |              |                                                    | Stade Pierre-Delort, Marseille |

| Rang | Pays      | J | V | N | D | Bo | Bd | Pm  | Pe  | Diff | Pts |
| ---- | --------- | - | - | - | - | -- | -- | --- | --- | ---- | --- |
| 1    | Canada    | 3 | 3 | 0 | 0 | 2  | 0  | 121 | 39  | +82  | 14  |
| 2    | Allemagne | 3 | 2 | 0 | 1 | 1  | 0  | 79  | 44  | +35  | 9   |
| 3    | Hong Kong | 3 | 1 | 0 | 2 | 1  | 0  | 61  | 70  | -9   | 5   |
| 4    | Kenya     | 3 | 0 | 0 | 3 | 0  | 0  | 42  | 150 | -108 | 0   |

|  | Qualifié pour la Coupe du monde 2019. |